# 경운중학교 (대구)
경운중학교(慶雲中學校)는 대한민국 대구광역시 서구 내당동에 있는 공립 중학교이며 한때 경북고등학교에 붙어있었으나 1976년 12월 15일 내당동으로 학교를 이전했다.

## 학교 연혁
- 1916년 5월 16일 : 관립 대구고등보통학교 창설
- 1925년 4월 1일 : 대구공립고등보통학교로 교명 변경
- 1938년 4월 1일 : 경북공립학교로 교명 변경
- 1951년 9월 1일 : 대구제일중학교로 교명 변경
- 1953년 6월 23일 : 경북중학교로 교명 변경
- 1970년 2월 12일 : 경운중학교로 교명 변경 (24학급 인가)
- 1970년 3월 14일 : 제1대 고봉설 교장 취임
- 1976년 12월 15일 : 현 신축 교사로 이전 (내당 4동 352-4)
- 2002년 12월 13일 : 후관 증축(20교실)
- 2003년 3월 1일 : 남녀 공학 실시
- 2003년 3월 4일 : 학교급식 시행
- 2009년 5월 28일 : 학생 식당 준공
- 2010년 8월 11일 : 다목적 강당 준공
- 2022년 2월 11일 : 제50회 졸업식(졸업색 155명, 누계 27,679명)
- 2022년 3월 1일 : 제21대 조용득 교장 취임
- 2022년 3월 2일 : 제53회 입학식(입학생 137명 남 81명, 여 56명)

• 2024년 6월 19일 : 제71회 전국중학야구선수권대회 우승

## 참고 자료
- 경운중학교 - 한국교육학술정보원 학교알리미